# Haszonlesők
A Haszonlesők (eredeti cím:  Grace & Favour) egy brit szituációs komédia. A 70-es években futó, nagy sikerű Foglalkoznak már önnel? (Are you being served) folytatása volt. A BBC1-en sugározták 1992-ben és 1993-ban. A sorozatot a Csengetett, Mylord? szerzői készítették. Magyarországon a Szív TV mutatta be 1998. szeptember 18-án, de csupán az első évadot mutatták be.

## Háttere
A Foglalkoznak már önnel? 1985-ös befejezése után a szereplők rögtön egy folytatáson kezdtek gondolkodni. A két írónak, Croftnak és Lloydnak tetszett az ötlet, de az áruházi színhelytől el szerettek volna rugaszkodni, a spin-offnak új helyszín kellett. Végül mintegy hét évig semmi nem lett a dologból. Robert Maxwell üzletember halála adta az ötletet ahhoz, hogy egy kúriát örököljenek az alkalmazottai. Az új sorozat abban különbözik az elődjétől, hogy nincs minden epizódnak külön története. Ahol egy rész véget ér, ott folytatódik a következő. A korábbi részekből néhány szereplő vendégként vissza is tér a sorozatba.

## Cselekmény
|  | Alább a cselekmény részletei következnek! |

A történet elején a Grace Brothers Áruház elnöke, Mr. Grace hirtelen elhunyt, mikor titkárnőjével, Jessica Lovelock-kal (Joanne Heywood) búvárkodott a Karib-tengeren. Végrendeletében rá és az áruház néhány dolgozójára hagy egy vidéki kúriát, amit nem lehet eladni, hanem panzióként kell működtetni. Az örökségért elutaznak vidékre a Millstone Manorhoz, és elkezdik megtanulni, milyen a vidéki élet. A ház vezetője egy volt kollégájuk, Cuthbert Rumbold (Nicholas Smith). Sajnálatos módon a kúria személyzete elhagyta a házat, egyedül a faluhoz tartozó Maurice Moulterd (Billy Burden) és vidékien természetes lánya, Mavis (Fleur Bennett) maradnak.
Az első évad végén amerikai turistákat próbálnak a panzióba csábítani, de mivel nem sikerült újabb személyzetet felvenni, így maguk válnak azzá. Később mongol turisták is jönnek, már a második évadban, valamint néma szerzetesek. Egy epizódban Mrs. Slocombe-nak (Mollie Sugden) gyűlik meg a baja a hatóságokkal, ezért vidéki bírósági tárgyalásra is sor kerül. Örök téma a sorozatban Mavis és Mr. Humphries (John Inman) "együttalvós" kapcsolata, valamit Peacock kapitány (Frank Thornton) és Ms. Locelock kapcsolata.

## Szereplők
| Színész          | Szerep                              | Magyar hang    |
| ---------------- | ----------------------------------- | -------------- |
| Mollie Sugden    | Mrs. Betty Slocombe                 | Győri Ilona    |
| John Inman       | Mr. Wilberforce Clayborne Humphries | Harsányi Gábor |
| Wendy Richard    | Miss Shirley Brahms                 | Hámori Ildikó  |
| Frank Thornton   | Stephen Peacock kapitány            | Balázs Péter   |
| Nicholas Smith   | Mr. Cuthbert Rumbold                | Makay Sándor   |
| Fleur Bennett    | Mavis Moulterd                      | Kökényessy Ági |
| Joanne Heywood   | Jessica Lovelock                    | Orosz Helga    |
| Billy Burden     | Maurice Moulterd                    | Gruber Hugó    |
| Michael Bilton   | Mr. Thorpe                          | Kun Vilmos     |
| Shirley Cheriton | Miss Prescott                       | Náray Erika    |
| Gregory Cox      | Mr. Frobisher                       |                |
| Andrew Barclay   | Malcolm Heathcliff                  |                |
| Diane Holland    | Celia Littlewood                    |                |
| Andy Joseph      | Joseph Lee                          |                |
| Eric Dodson      | Sir Robert                          |                |
| Maggie Holland   | Mrs. Cleghampton                    |                |
| Penny Gonshaw    | Titkárnő                            | Bacsa Ildikó   |

## Epizódok

### 1. évad (1992)
| Sor. | Év. | Cím                              | Rendező       | Író                       | Premier                               |
| ---- | --- | -------------------------------- | ------------- | ------------------------- | ------------------------------------- |
| 1.   | 1.  | The Inheritance                  | Mike Stephens | Jeremy Lloyd, David Croft | 1992. január 10. 1998. szeptember 18. |
| 2.   | 2.  | Under Arrest                     | Mike Stephens | Jeremy Lloyd, David Croft | 1992. január 17. 1998. szeptember 18. |
| 3.   | 3.  | The Court Case                   | Mike Stephens | Jeremy Lloyd, David Croft | 1992. január 24. 1998. szeptember 19. |
| 4.   | 4.  | Looking for Staff                | Mike Stephens | Jeremy Lloyd, David Croft | 1992. január 31. 1998. október 1.     |
| 5.   | 5.  | Things That Go Bump in the Night | Mike Stephens | Jeremy Lloyd, David Croft | 1992. február 7. 1998. október 4.     |
| 6.   | 6.  | American Tourists                | Mike Stephens | Jeremy Lloyd, David Croft | 1992. február 14. 1998. október 4.    |

### 2. évad (1993)
| Sor. | Év. | Cím               | Rendező       | Író                       | Premier          |
| ---- | --- | ----------------- | ------------- | ------------------------- | ---------------- |
| 7.   | 1.  | The Gun           | Mike Stephens | Jeremy Lloyd, David Croft | 1993. január 4.  |
| 8.   | 2.  | The Cricket Match | Mike Stephens | Jeremy Lloyd, David Croft | 1993. január 11. |
| 9.   | 3.  | Mr Slocombe       | Mike Stephens | Jeremy Lloyd, David Croft | 1993. január 18. |
| 10.  | 4.  | A Mummified Cat   | Mike Stephens | Jeremy Lloyd, David Croft | 1993. január 25. |
| 11.  | 5.  | The Darts Match   | Mike Stephens | Jeremy Lloyd, David Croft | 1993. február 1. |
| 12.  | 6.  | The Mongolians    | Mike Stephens | Jeremy Lloyd, David Croft | 1993. február 8. |

## Helyszínek
A külső helyszíni felvételek a gloucestershire-i Tetburyben készültek, a belső felvételek a Chavenage House-ban, Tetbury mellett.

## Érdekességek
- A Morris Moulterd-et alakító Billy Burden brit komikusra jellemző volt már korábban is, hogy a vidéki tökfej karakterét alakította rendkívül hatásosan.[6] A sorozat befejezése után alig egy évvel meghalt szülővárosában, a dorsetbeli Wimborne Minsterben.
- Az Egyesült Államokban Are You Being Served? Again! (Foglalkoznak már önnel? Újra!) címmel sugározták a sorozatot. John Inman-nek is ez a cím tetszett és úgy vélte, hogy a sorozat további évadokat élt volna meg, ha ezen a címen futott volna Angliában is.